# Asztana
Asztana (kazakul: Астана / Astana, oroszul: Астана, angol átírás: Astana; korábban: Akmolinszk, Celinográd, Akmola, Nur-Szultan) Kazahsztán fővárosa. Az ország északi részén, az Isim folyó partján fekszik, az Akmola régióban, jóllehet attól közigazgatásilag független. 1,2 millió fős népességével (2022)  Almati – a régi főváros – után az ország második legnépesebb városa.
Az 1830-as években Akmolinszk néven alapított és 1961-ben Celinográdra átnevezett város az észak-kazahsztáni szűzföld-program központja lett. Nevét 1994-ben Akmolára változtatták. 1997-ben lett Kazahsztán fővárosa Almati helyett, 1998-ban kapta mai nevét, amely kazakul ’fővárost’ jelent. 2019-ben Nurszultan Nazarbajev volt elnök iránti tiszteletből Nur-Szultanra nevezték át, majd 2022-ben visszakapta korábbi nevét. A fővárossá nyilvánítás óta hatalmas fejlődésen ment keresztül: nemcsak kormányzati, de ipari, oktatási, egészségügyi és sportközponttá is vált. A fejlődést számos futurisztikus épület, szálloda és felhőkarcoló jelzi.

## Földrajz

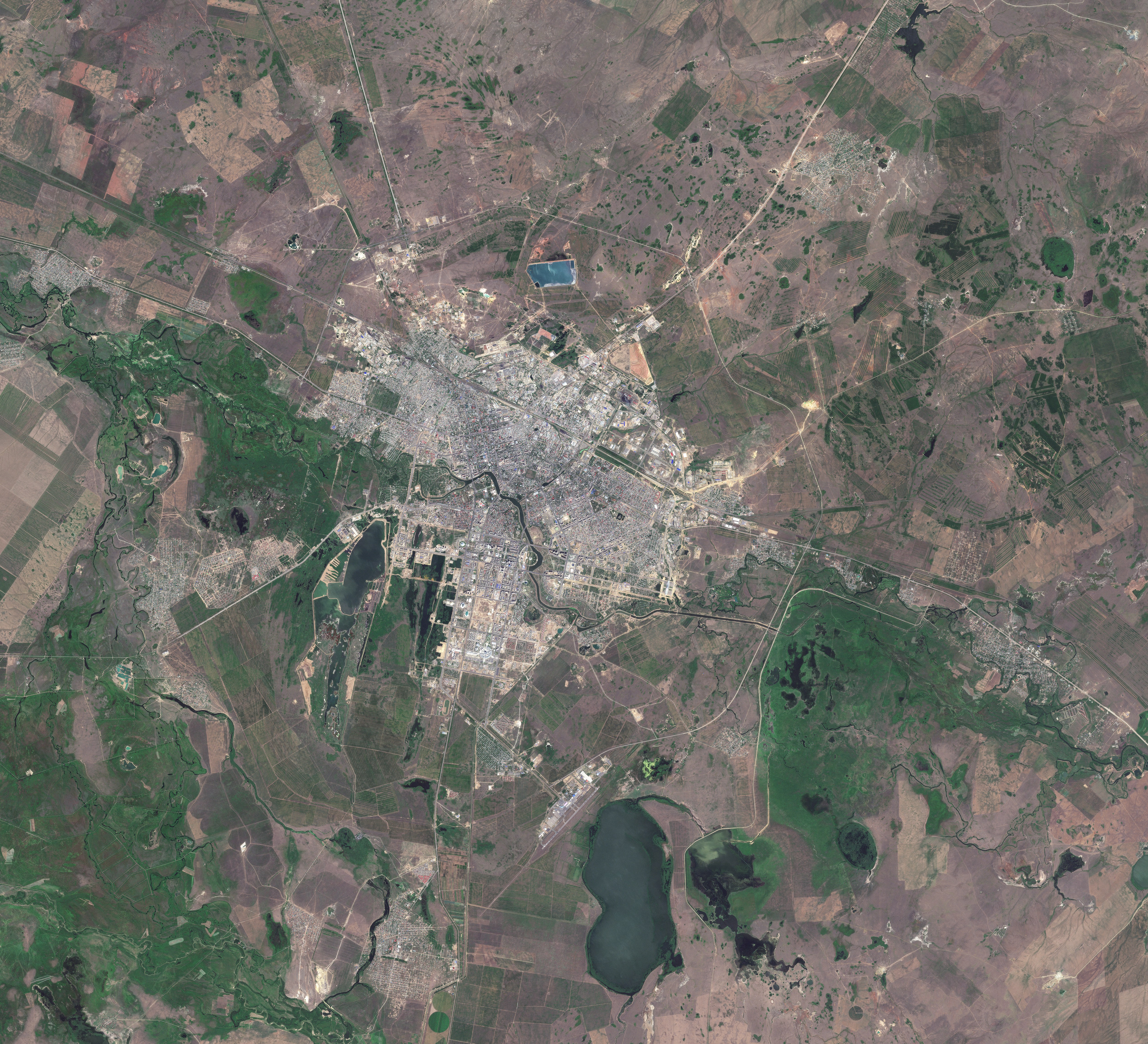
A város az űrből

Asztana Kazahsztán középső részén, az Isim folyó partján helyezkedik el. A város kiterjedt, lapos, félszáraz sztyeppterületen fekszik, melynek tengerszint feletti magassága 347 méter. Az idősebb városrészek az Isim északi, az új városrészek a déli partján találhatók.

### Éghajlat
Asztana a második leghidegebb főváros a mongóliai Ulánbátor után. Szélsőséges kontinentális éghajlat jellemző itt: a nyár meleg, időnként forró, a tél nagyon hideg és száraz. Nyáron a hőmérséklet elérheti a 35–40 °C-ot, míg −30 °C – −35 °C is gyakran előfordulhat a decembertől márciusig terjedő időszakban. Az éves átlaghőmérséklet 3,5 °C. Itt jegyezték fel a Kazahsztánban mért legalacsonyabb hőmérsékletet, −51 °C-ot. A várost kettészelő Isim novembertől április elejéig befagy.
| Hónap                                           | Jan.  | Feb.  | Már.  | Ápr.  | Máj.  | Jún. | Júl. | Aug. | Szep. | Okt.  | Nov.  | Dec.  | Év    |
| ----------------------------------------------- | ----- | ----- | ----- | ----- | ----- | ---- | ---- | ---- | ----- | ----- | ----- | ----- | ----- |
| Rekord max. hőmérséklet (°C)                    | 3,4   | 4,8   | 22,1  | 29,7  | 35,7  | 40,1 | 41,6 | 38,7 | 36,2  | 26,7  | 18,5  | 4,5   | 41,6  |
| Átlagos max. hőmérséklet (°C)                   | −9,9  | −9,2  | −2,5  | 1,9   | 20,2  | 25,8 | 26,8 | 25,2 | 18,8  | 10,0  | −1,4  | −8,0  | 8,2   |
| Átlaghőmérséklet (°C)                           | −14,2 | −14,1 | −7,1  | 5,2   | 13,9  | 19,5 | 20,8 | 18,8 | 12,3  | 4,6   | −5,4  | −12,1 | 3,6   |
| Átlagos min. hőmérséklet (°C)                   | −18,3 | −18,5 | −11,5 | 0,2   | 7,9   | 13,2 | 15,0 | 12,8 | 6,6   | 0,2   | −8,9  | −16,1 | −1,4  |
| Rekord min. hőmérséklet (°C)                    | −51,6 | −48,9 | −38,0 | −27,7 | −10,8 | −1,5 | 2,3  | −2,2 | −8,2  | −25,3 | −39,2 | −43,5 | −51,6 |
| Átl. csapadékmennyiség (mm)                     | 16    | 15    | 18    | 20    | 35    | 37   | 50   | 29   | 22    | 27    | 27    | 22    | 318   |
| Havi napsütéses órák száma                      | 102   | 146   | 192   | 237   | 300   | 336  | 334  | 294  | 231   | 136   | 99    | 93    | 2500  |
| Forrás: pogodaiklimat.ru, Hong Kong Observatory |       |       |       |       |       |      |      |      |       |       |       |       |       |

## Történelem

### Nevének eredete

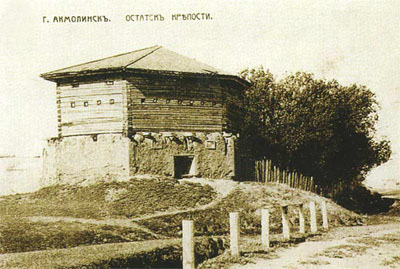
Akmolinszk erődjének maradványai 1911-ben

A város neve 1961. március 20-ig Akmolinszk volt. Innentől 1994. június 6-ig a Celinográd nevet viselte. Ezt követően neve Akmola (Ақмола vagy Aqmola) volt, ami azt jelenti, hogy „fehér temető”. A tartományt, amelynek Asztana a fővárosa, a mai napig Akmolának hívják.
Az Asztana nevet 1998. május 6-án kapta. A szó kazak nyelven azt jelenti, hogy „főváros”, és a névválasztásnál fontos szerepet játszott, hogy a szó a világ legtöbb nyelvén könnyen kiejthető. A kazak kiejtésben az utolsó szótagon van a hangsúly.
2019. március 20-án a kazak parlament egyhangúlag úgy határozott, hogy a város a lemondott államelnök, Nurszultan Nazarbajev tiszteletére a Nur-Szultan nevet vegye fel, 2022 őszén viszont mégis úgy döntöttek, inkább visszanevezik Asztanára.

### Orosz és szovjet korszak
A várost az oroszok alapították az 1830-as években Akmolinszk néven. A 20. század elején érkezett ide a vasút, ezzel bekapcsolódott a kereskedelmi életbe a város.
1960 decemberében a Hruscsov által kezdeményezett észak-kazahsztáni szűzföld-program központja lett.

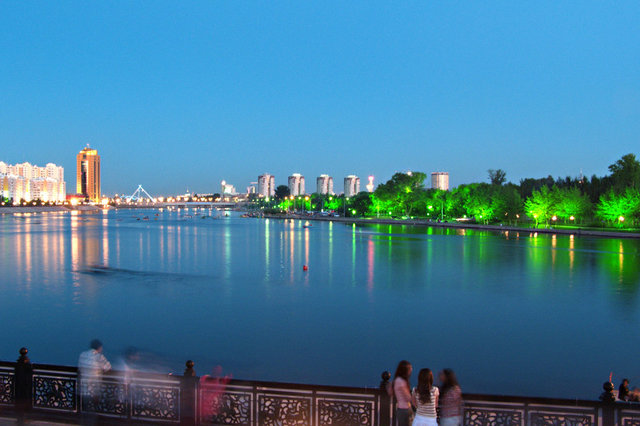
Asztana az Isim partján 2007-ben

### Kazahsztán fővárosa
Kazahsztán függetlensége után, 1991-ben az ország fővárosa Almati lett. A Kazah Köztársaság Legfelsőbb Tanácsa első ízben 1994. július 6-án döntött arról, hogy a fővárost Akmolába helyezzék át, amire végül Nurszultan Nazarbajev elnök 1997. október 20-i rendeletével került sor. A kormányzati szervek költözése 1997 decemberében kezdődött.
A költözés indoka hivatalosan az volt, hogy Almati periférikus fekvésénél és fejlődési korlátainál fogva (domborzati beszorítottsága, úthálózat túlterheltsége, környezeti problémák) kevéssé alkalmas fővárosnak, míg Akmola nagy területe, központi elhelyezkedése, fejlett infrastruktúrája és kedvező környezeti állapota folytán megfelelő erre a szerepkörre. A döntésben ugyanakkor az is szerepet játszhatott, hogy a függetlenné vált, de többnemzetiségű Kazahsztán döntően orosz lakta északi részét erősebben az országhoz kössék, elejét véve az irredenta törekvések megerősödésének. A főváros áthelyezése jelentős költségei miatt nem osztatlanul népszerű a kazah társadalom körében.
1999-ben a város a főváros-áthelyezés sikerének elismeréseképpen megkapta az UNESCO City of Peace díját.

## Önkormányzat és közigazgatás
Asztana polgármesterei (akim) a fővárossá válás óta:
- Adilbek Dzhaksybekov (1997–2003)[8][9]
- Temirkhan Dosmukhanbetov (2003–2004)
- Umirzak Shukeyev (2004–2006)
- Askar Mamin (2006–2008)
- Imangali Tasmagambetov (2008–2014)[8][9]
- Adilbek Dzhaksybekov (2014–2018)[8][9]
- Bakhit Szultanov (2018–2019)
- Altaj Kulginov (2019–)

## Népesség
A város népessége 1 078 362 fő (2019). A lakosság száma gyorsan növekszik, nagyobbrészt a migráció, kisebbrészt a természetes szaporodás hatására.

A népesség az 1830-as években 2000 fő körül volt, majd a következő három évtized során megháromszorozódott. Az 1960-as évekre lakossága elérte a 100 000 főt.
| Lakosok száma | 9688 | 102 276 | 233 638 | 312 965 | 574 448 | 697 129 | 814 435 | 1 030 577 | 1 136 156 | 1 239 744 |
|               | 1897 | 1959    | 1979    | 1999    | 2007    | 2011    | 2014    | 2018      | 2020      | 2022      |

## Gazdaság
2014-ben dél-koreai és brit közreműködéssel technológiai parkot hoztak létre a Nazarbajev Egyetemen, melynek célja a kutatások eredményeit piacképes termékekké fejleszteni. A fő kutatási területek a biotechnológia, a robotika, az információs technológia, a megújuló energiaforrások és a gépészet.
Asztana adott otthont a 2017-es világkiállításnak. A projekt keretében egy 125 hektáros, 50 MW teljesítményű naperőmű felépítését tervezték.

## Közlekedés

Forgalom a város egyik főútján

Repülőtere a Nurszultan Nazarbajev nemzetközi repülőtér.

A helyi tömegközlekedést autóbuszok biztosítják. A városban 2014-ben Norman Foster irodája által tervezett buszmegálló-várókat telepítettek.
A város közlekedési problémáinak enyhítésére gyorsvillamos-hálózat kiépítését tervezték, amelynek alapkövét 2011-ben le is tették, a projekt megkezdése azonban halasztódott, mígnem 2013 végén a magas költségekre hivatkozva lemondtak róla. Helyette BRT rendszer építését tervezik.

## Látnivalók
- modern kormányzati negyed
- Főmecset
- Óceánium
- Iszlám központ
- Római katolikus katedrális
- Ortodox orosz katedrális
- Zsinagóga (épült 2004-ben)
- Bajterek (a. m. magas nyárfa) emlékmű, kilátó

## Oktatás

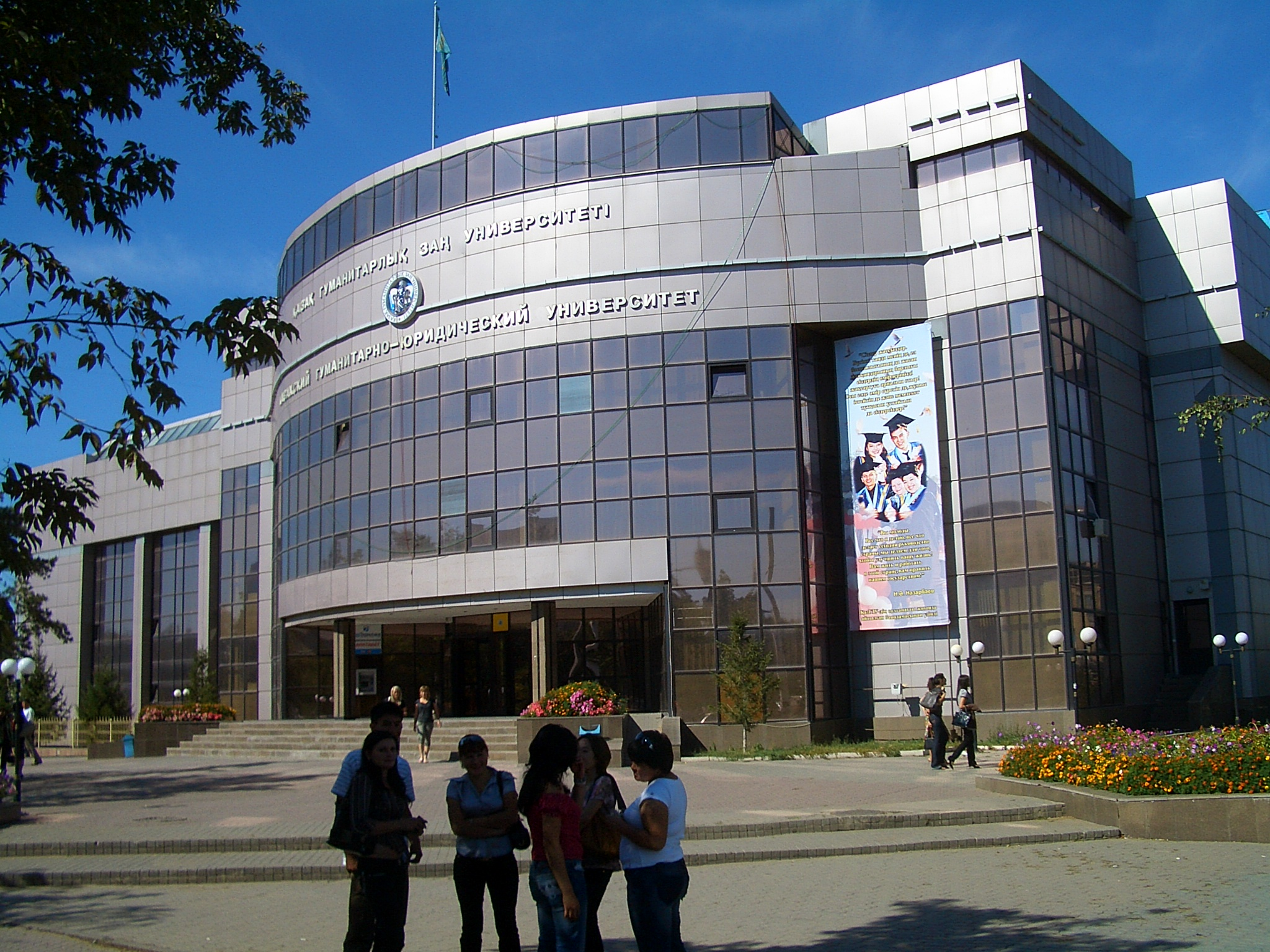
Gumeljov Egyetem

Asztanában székel a Gumeljov Egyetem és az Agrártechnikusi Egyetem.

## Sport
- Asztana-1964 FK (egykori Zsenisz Asztana)
- Asztana FK (egykori Lokomotiv Asztana)
- Asztana Tigris kosárlabdacsapat
- Barys Astana Ice Hockey (1999) (jégkorongcsapat)
- Astana Pro Team kerékpárcsapat

## Nemzetközi kapcsolatok

### Testvérvárosai
| - Gdańsk, Lengyelország (1996) - Szentpétervár, Oroszország (1996) - Tbiliszi, Grúzia (1996) - Riga, Lettország (1998) - Ankara, Törökország - Varsó, Lengyelország (2002) | - Bangkok, Thaiföld (2004) - Kazany, Oroszország (2004) - Manila, Fülöp-szigetek (2004) - Szöul, Dél-Korea (2004) - Ammán, Jordánia (2005) - Peking, Kína (2006) | - Hanoi, Vietnám (2009) - Ufa, Oroszország (2010) - Biskek, Kirgizisztán (2011) - Oulu, Finnország (2013) - Nizza, Franciaország (2014) - Zágráb, Horvátország (2014) |